# Kröhstorf
Kröhstorf ist ein Gemeindeteil des Marktes Eichendorf im niederbayerischen Landkreis Dingolfing-Landau.

## Lage
Das Kirchdorf Kröhstorf liegt an der Alten Vils im Vils-Kollbach-Winkel, etwa zwei Kilometer nördlich von Roßbach und etwa fünf Kilometer südöstlich von Eichendorf an der Staatsstraße 2083.

## Geschichte
Im Jahr 1301 wurde der Ort unter den Namen „Chreuzdorf“ und „Chreustorf“ erstmals erwähnt. In der Mitte des 19. Jahrhunderts hatte „Krähsdorf“ 14 Häuser mit einer gutbestellten Brauerei.
Kröhstorf war Endstation der Bahnstrecke Aufhausen–Kröhstorf, auf der am 9. November 1915 der erste Zug verkehrte. Am 23. Mai 1971 wurde die gesamte Strecke stillgelegt und im März 1973 abgebaut. Heute verläuft hier der Vilstal-Radweg.
Kröhstorf gehörte zur Obmannschaft Galgweis im Gericht Landau und später zur Gemeinde Dornach. Mit dieser gelangte es im Zuge der Gebietsreform am 1. Januar 1972 zum Markt Eichendorf.

## Sehenswürdigkeiten

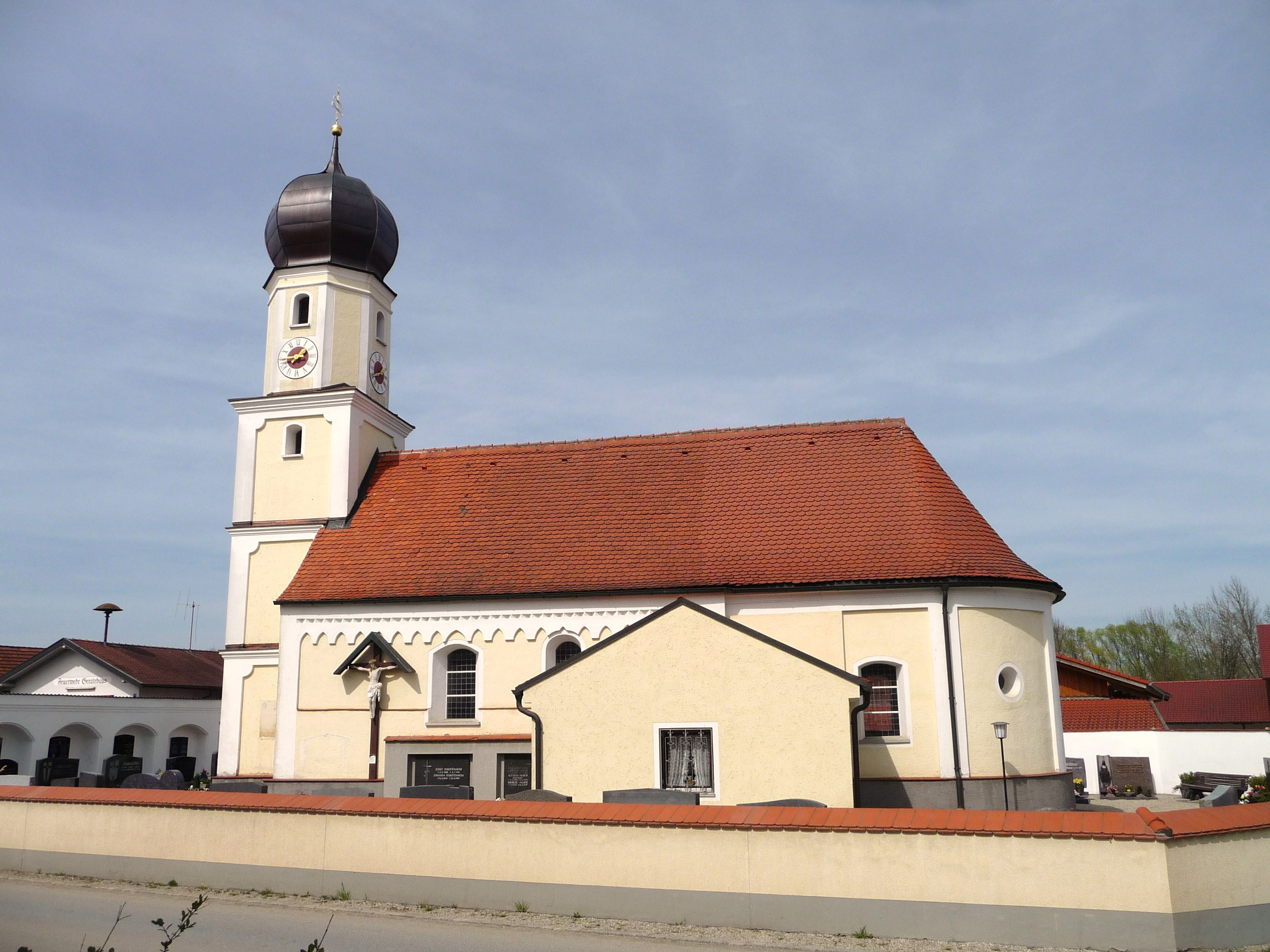
Die Kirche St. Stephanus

- Die Kirche St. Stephanus ist eine Nebenkirche der Pfarrei Willing. Das Langhaus entstand um  1300, Chor und Turm im 18. Jahrhundert. Die Ausstattung der barocken Kirche ist neurokoko.
- Das Vilstaler Bauernmuseum befindet sich im Stadel des Anwesens 142.
- Im Südwesten liegt die Waldkapelle aus dem Jahr 1902.